# Сайц, Сьюзан
Сью́зан Сайц (англ. Susan Seitz, урожд. Сью́зан Шилдс, англ. Susan Shields; род. ок. 1951, род. Медисин-Хат) — канадская кёрлингистка.
В составе женской сборной Канады участник чемпионата мира 1981 (серебряные призёры). Чемпионка Канады среди женщин.
Играла на позиции четвёртого, несколько сезонов была скипом команды.

## Достижения
- Чемпионат мира по кёрлингу среди женщин: серебро (1981).
- Чемпионат Канады по кёрлингу среди женщин: золото  (1981).

- Команда всех звёзд (англ. All-Star Team) чемпионата Канады среди женщин: 1985 (позиция «четвёртого»)[5].

## Команды
| Сезон   | Четвёртый   | Третий        | Второй               | Первый          | Турниры            |
| ------- | ----------- | ------------- | -------------------- | --------------- | ------------------ |
| 1980—81 | Сьюзан Сайц | Джуди Эриксон | Мирна Маккей         | Бетти Маккракен | ЧК 1981 · ЧМ 1981  |
| 1984—85 | Сьюзан Сайц | Judy Lukowich | Джуди Эриксон        | Бетти Маккракен | ЧК 1985 (4 место)  |
| 2000—01 | Сьюзан Сайц | Heather Loat  | Darlene Breckenridge | Sharen McLean   | ЧКВ 2001 (7 место) |

(скипы выделены полужирным шрифтом)